# مقبرة الحيوانات
مقبرة الحيوانات (بالإنجليزية: Pet Sematary) هي رواية رعب صدرت عام 1983 للكاتب ستفين كينغ. رُشِّحت الرواية لجائزة عالم الفنتازيا كأفضل رواية في عام 1986، واقتُبس عنها فيلمان: الأول في عام 1989 والآخر في عام 2019. في نوفمبر عام 2013، أطلقت بّي إس للنشر رواية مقبرة الحيوانات في  طبعة محدودة بمناسبة الذكرى 30.

## خلفية
في عام 1979، كان كينغ «كاتبًا زائرًا» في جامعة مين وكان منزله المستأجر مجاورًا لشارع رئيسي تُقتل فيه القطط والكلاب بالشاحنات المقبلة. بعد قتل شاحنة على هذا الطريق لقطة ابنته، شرح لابنته موت الحيوان الأليف ودفن القطة. بعد ثلاثة أيام، تخيل كينغ ماذا يمكن أن يحصل لو عانت أسرة ما نفس المأساة ولكن مع عودة القطة إلى الحياة «بخطأ جوهري». تخيل بعد ذلك ماذا سيحصل لو قتلت شاحنة عابرة ابنًا شابًا لهذه العائلة. قرر كتابة كتاب بالاعتماد على هذه الفكرة، بمثابة إعادة سرد للقصة القصيرة لويليام جاكوبس «مخلب القرد» الصادرة عام 1902 التي تتحدث عن أبوين عاد ابنهما للحياة بعد تمنيهما لهذا.
قال كينغ في تصريح مسجل له أن من بين جميع الروايات التي كتبها، كانت مقبرة الحيوانات أكثر رواية أخافته بالفعل.

## اقتباسات

### الأفلام
أُنتج فيلمٌ مقتبسٌ عنها في عام 1989. أخرجته ماري لامبرت، وكان نجومه هم ديل ميدكيف بدور لويس، وفريد جوين بدور جود، ودينيس كروسبي بدور ريتشل، وبراد غرينكويست بدور فيكتور، وبليز بيردال بدور إيلي. كتب سيناريو الفيلم كينغ، وظهر في  الفيلم كضيف شرف بدور قس. قام بدور زيلدا ممثل ذكر هو أندرو هوباستك لعدم قدرة صانعي الفيلم على إيجاد امرأة نحيلة بما يكفي لتمثل دور مصابة بمرض ميؤوس من شفاءه. كانت الآراء حوله مختلطة، ولكنه حقق نجاحًا تجاريًا. صدرت تتمة الفيلم، بيت سيماتري 2، في عام 1992.
صدر الفيلم الثاني المقتبس عن الرواية في 5 أبريل عام 2019. أخرجه دينيس ويدمير وكيفين كولش، نجوم الفيلم هم جيسون كلارك بدور لويس كريد، وإيمي سيميتز بدور ريتشل كريد، وجون ليثغو بدور جود كراندل، وجتي لورنس بدور إيلي كريد، والتوءمان هيوغو ولوكاس لافوا بدور كيج كريد.

### الإذاعة
في عام 1979 بثّ راديو بي بي سي 4 سردًا دراميًا للقصة بست حلقات مدة الواحدة منها نصف ساعة، عُدلت لاحقًا إلى ثلاث حلقات بمعدل ساعة للحلقة الواحدة. تبناها غريغوري إيفانس، وأبطالها هم جونس شاريان بدور لويس كريد، بريوني غلاسكو بدور ريتشل كريد ولي مونتاغو بدور جود مراندل. أخرج هذه النسخة غوردن هاوس.

### الموسيقى
سجلت فرقة رامونز أغنية بنفس اسم الرواية وموضوع الفيلم المقتبس عنها في عام 1989. نُشرت الأغنية ضمن ألبومهم برين درين. أعادت تسجيلها من جديد فرقة ستاركرولر من أجل فيلم 2019.
في عام 2002 في نيويورك، كتب مغني راب الرعب أغنية «بالد أوف وورمز» التي أُطلقت ضمن أليوم إيسترن كونفيرنس أول ستاترز III لشركة إنتاج موسيقى الهيب هوب المستقلة إيسترن كونفرنس ريكوردز. كان يعتقد في الماضي أنها حول علاقته ونزاعه مع مجتمع الهيب هوب، لكنه صرح لاحقًا أنها أغنية حب مخصصة لشخصية زيلدا في بيت سيماتري.

## وصلات خارجية
- ُمقبرة الحيوانات عنوان مُدرج في قاعدة بيانات الخيال التأملي على الإنترنت